# Byers, Kansas
Byers är en ort i Pratt County i Kansas. Vid 2010 års folkräkning hade Byers 35 invånare.